# 俺たちの行進曲
『俺たちの行進曲』（おれたちのこうしんきょく）は、有明夏夫の小説。またこれを原作として1985年に製作された日本映画。
1954年頃の福井市を舞台にした青春映画として福井でロケも行われたが、2023年まで劇場未公開作品となっている。一世風靡（原文ママ）・かとうかずこ主演、渡辺祐介監督。カラーヴィスタサイズ、106分。
製作した田中プロダクションは、同時期に『メイク・アップ』と本作と二本の未公開映画を抱え、苦境に立たされた。映画が完成して数年後に1度だけ福井県内のTV局が放映。その後、2005年2月1日に日本映画専門チャンネルで放映されている。

## ストーリー
戦災、震災、洪水という3度の大災害を立て続けに受けながらも、不死鳥のごとく復興しつつある1954年頃の福井市で、復興の勢いに負けないくらい元気に青春を謳歌する越前高校3年生の3人組を主人公とした青春物語。
勉強よりも「元気にたくましく生きる」ことが最も重視されていたこの時代、そこには確実に人間同士の温かさや繋がりが存在し、街全体にも活気があった。主人公3人組は高校の音楽部に在籍し、後輩の面倒を見ながらも、自らの遊びや恋愛に熱中する日々を送る。
なお、映画に登場する越前高校のモデルとされているのは福井県立藤島高等学校である。